# Río Kochenga
El río Kochenga (del ruso: Коченга) es un río de Rusia que discurre en el óblast de Irkutsk, en Siberia oriental. Es un afluente por la orilla derecha del Ilim, por lo que es un subafluente del Yeniséi por el Ilim y el Angará. 

## Geografía
La cuenca hidrográfica del Kochenga tiene una superficie de 3.830 km². Su caudal medio en la desembocadura es de 28,1 m³/s. Tiene una longitud de 140 km. 
El Kochenga nace en el óblast de Irkutsk, en plena taiga despoblada, 180 km al sursudoeste de la ciudad de Ust-Kut, en la meseta Lena-Angará, parte sudeste de la vasta Meseta Central Siberiana. El río recorre regiones cubiertas de taiga muy poco pobladas. Discurre globalmente desde el sudeste al noroeste. Acaba desembocando en el Ilim por la orilla derecha, al nivel de la localidad de Kochenga.
El Kochenga permanece helado generalmente desde la segunda quincena de octubre o la primera de noviembre, hasta finales del mes de abril o principio del de mayo.

## Hidrometría - Caudal medio mensual en Kochenga
El caudal del Kochenga ha sido observado durante 23 años (1968-1990) en Kochenga, pequeña localidad situada en la desembocadura en el Ilim, a 317 metros de altura.
El caudal interanual medio observado en Kochenga en este periodo fue de 28.1 m³/s para una superficie estudiada de 3.830 km², la totalidad de la cuenca del río. La lámina de agua vertida en esta cuenca alcanzaba los 231 mm por año, que puede ser considerada como bastante elevada, más que la media de los ríos de la meseta del Angará, caracterizados por una vertida bastante más modesta.
Río alimentado por la fusión de las nieves, pero también por las lluvias muy abundantes de verano, el Kochenga tiene régimen nivo-pluvial.
Las crecidas se desarrollan en primavera, de mediados de abril a mediados de junio, lo que corresponde al deshielo y a la fusión de las nieves de su cuenca. Desde el mes de junio, el caudal baja fuertemente y esta bajada se prolonga hasta el mes de septiembre, aunque el caudal se sostiene a lo largo del verano hasta otoño.
En el mes de octubre y luego en el de noviembre, el caudal del río desciende de nuevo, lo que conduce al periodo de estiaje, que tiene lugar de noviembre a abril incluido.
El caudal medio mensual observado en marzo (mínimo de estiaje) es de 7,59 m³/s, lo que supone un 7.5% del caudal medio del mes de mayo (103 m³/s), lo que subraya la amplitud moderada de las variaciones estacionales, al menos en el contexto siberiano, donde a menudo son más importantes. Estas diferencias pueden ser aún mayores a lo largo de los años. Así, en los 23 años del periodo de estudio del caudal, el caudal mínimo mensual fue de 3.35 m³/s en febrero de 1990, mientras que el caudal mensual máximo se elevó a 143 m³/s en mayo de 1979.
En lo que concierne al periodo libre de hielos (de mayo a septiembre inclusive), el caudal mínimo observado ha sido de 15.2 m³/s en septiembre de 1990.
Caudal medio mensual del Kochenga (en m³/s) medidos en la estación hidrométrica de Kochenga
Datos calculados en 23 años